# 50er
Portal Geschichte | Portal Biografien | Aktuelle Ereignisse | Jahreskalender | Tagesartikel

◄ |
1. Jh. v. Chr. |
1. Jahrhundert
| 2. Jh. | ►

◄ |
20er |
30er |
40er |
50er
| 60er | 70er | 80er | ►

50 |
51 |
52 |
53 |
54 |
55 |
56 |
57 |
58 |
59

## Ereignisse
- 50: Köln erhält die Stadtrechte und wird zur römischen Kolonie Colonia Claudia Ara Agrippinensium.
- 54: Nero folgt Claudius nach dessen Ermordung durch Agrippina die Jüngere als römischer Kaiser nach (bis 68).

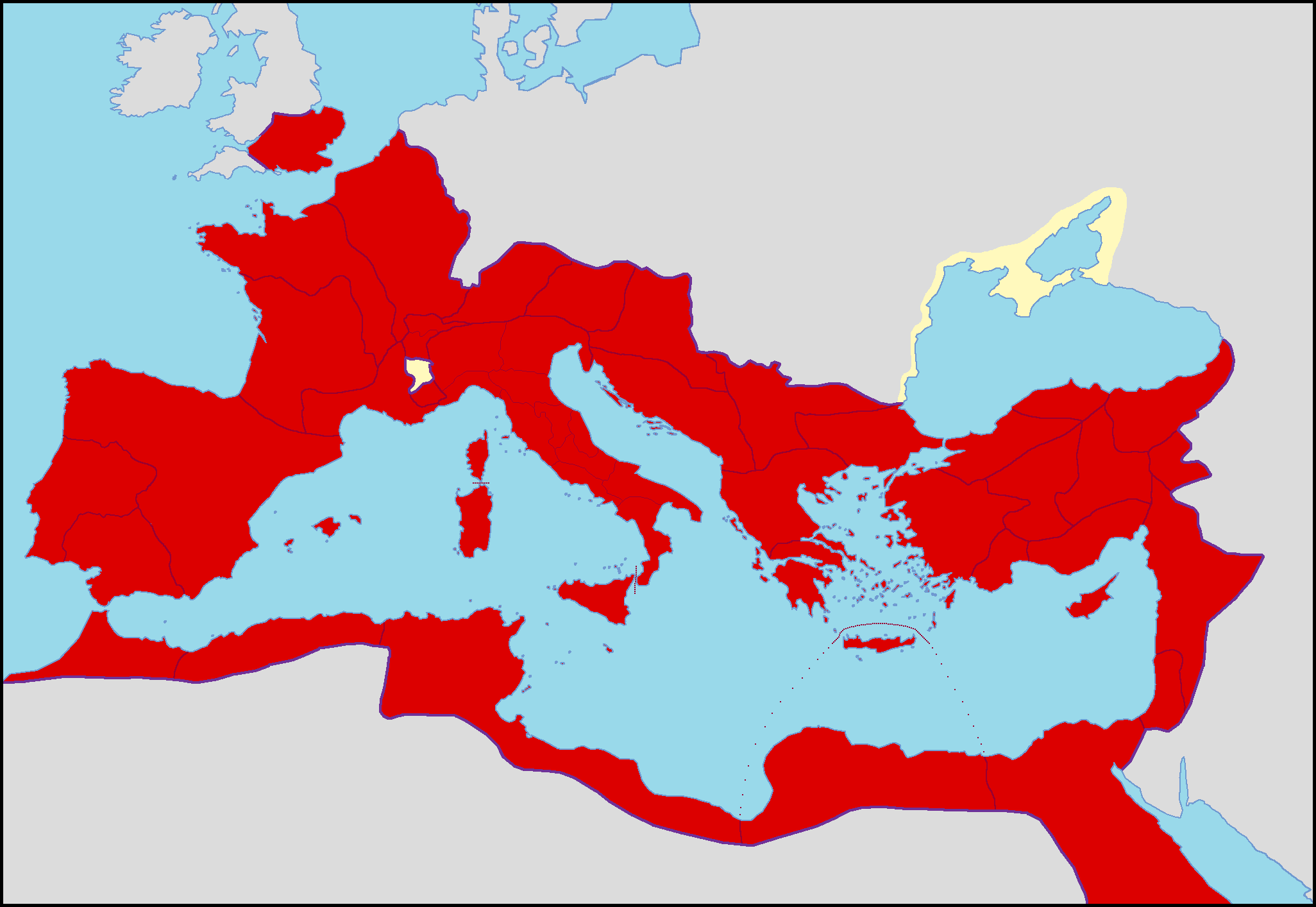
Karte des Römischen Reiches im Jahre 54 n. Chr.

## Religion
- ab 53: Apostel Thomas missioniert in Indien (siehe Thomaschristen).
- Paulus von Tarsus gründet die christliche Gemeinde in Korinth.